# Nathan Douglas (Leichtathlet)
Nathan James Douglas (* 4. Dezember 1982 in Oxford) ist ein britischer Dreispringer.

## Sportliche Laufbahn
Erste internationale Erfahrungen sammelte Nathan Douglas bei den U23-Europameisterschaften 2003 in Bydgoszcz, bei denen er mit 15,68 m in der Qualifikation ausschied. 2004 qualifizierte er sich für die Olympischen Spiele in Athen, schied jedoch mit 16,84 m in der ersten Runde aus. Im Jahr darauf wurde er mit 16,89 m Vierter bei den Halleneuropameisterschaften 2005 in Madrid, kam jedoch bei den Weltmeisterschaften in Helsinki mit 16,53 m nicht über die Qualifikationsrunde hinaus. 2006 wurde er mit 17,05 m Siebter bei den Hallenweltmeisterschaften in Moskau und gewann mit 17,21 m die Silbermedaille bei den Europameisterschaften in Göteborg hinter dem Schweden Christian Olsson. 
Nach einer weiteren Silbermedaille bei den Halleneuropameisterschaften 2007 in Birmingham, bei der er sich mit 17,47 m nur seinem Landsmann Phillips Idowu geschlagen geben musste, hatte er mit Verletzungen zu kämpfen. Zwar schaffte er die Norm für die Olympischen Spiele 2008 in Peking, scheitert dort aber mit 16,72 m in der Qualifikation aus. Bei den Weltmeisterschaften 2009 in Berlin und bei den Europameisterschaften 2010 in Barcelona wurde er jeweils Zehnter, bei den Commonwealth Games in Neu-Delhi, für England startend, mit 16,96 m Vierter. 
Nach zweijähriger Pause gewann er bei der Team-Europameisterschaft 2013 in Gateshead mit 16,45 m die Bronzemedaille. 2014 wurde er bei den Commonwealth Games in Glasgow mit 14,56 m Elfter. 2016 konnte er sich noch einmal für die Europameisterschaften in Amsterdam qualifizieren, schied dort aber mit 16,33 m in der Qualifikation aus. 2018 nahm er zum dritten Mal an den Commonwealth Games im australischen Gold Coast teil und belegte dort mit 16,35 m Rang fünf.
2004 und 2005 sowie 2016 und 2018 wurde Douglas britischer Meister im Dreisprung im Freien sowie 2006, 2007 und 2018 in der Halle. Er ist Absolvent der Loughborough University.

## Persönliche Bestleistungen
- Dreisprung: 17,64 m (+1,4 m/s), 10. Juli 2005 in Manchester
  - Dreisprung (Halle): 17,47 m, 3. März 2007 in Birmingham